# フォートマイヤーズ・マイティマッスルズ
フォートマイヤーズ・マイティマッスルズ（Fort Myers Mighty Mussels）は、マイナーリーグ（MiLB）、A+（アドバンスA）フロリダ・ステート・リーグ西地区所属のプロ野球チーム。本拠地はフロリダ州フォートマイヤーズにあるハモンド・スタジアム。現在はMLB・ミネソタ・ツインズ傘下のチームとして活動している。

## 選手名鑑

### 現役選手
| 投手 - 27 マット・バッツ (Mat Batts) - 31 オマー・ベンコモ (Omar Bencomo) - 30 アンドゥロ・クトゥーラ (Andro Cutura) - 37 ライアン・イーズ (Ryan Eades) - 38 ブライアン・ギルバート (Brian Gilbert) - 22 スティーブン・コンサルベス (Stephen Gonsalves) - 33 トレバー・ヒルデンバーガー (Trevor Hildenberger) - 15 タイラー・ジェイ (Tyler Jay) - 36 アレックス・ミューレン (Alex Muren) - 2 コール・スチュワート (Kohl Stewart) - 17 マット・サマーズ (Matt Summers) - 21 トッド・ヴァン・スティーンゼル (Todd Van Steensel) - 20 ルーク・ウェストファル (Luke Westphal) | 投手 - 27 マット・バッツ (Mat Batts) - 31 オマー・ベンコモ (Omar Bencomo) - 30 アンドゥロ・クトゥーラ (Andro Cutura) - 37 ライアン・イーズ (Ryan Eades) - 38 ブライアン・ギルバート (Brian Gilbert) - 22 スティーブン・コンサルベス (Stephen Gonsalves) - 33 トレバー・ヒルデンバーガー (Trevor Hildenberger) - 15 タイラー・ジェイ (Tyler Jay) - 36 アレックス・ミューレン (Alex Muren) - 2 コール・スチュワート (Kohl Stewart) - 17 マット・サマーズ (Matt Summers) - 21 トッド・ヴァン・スティーンゼル (Todd Van Steensel) - 20 ルーク・ウェストファル (Luke Westphal) | 捕手 - 25 ミッチ・ガーバー (Mitch Garver) - -- アレックス・スウィム (Alex Swim) 内野手 - 23 ブライアン・ハー (Bryan Haar) - 13 アデルリン・メヒア (Aderlin Mejia) - -- ダニエル・パルカ (Daniel Palka) - 18 ブレイク・シュミット (Blake Schmit) - 5 タナー・バーバラ (Tanner Vavra) - 4 ローガン・ウェイド (Logan Wade) - 16 ライアン・ウォーカー (Ryan Walker) 外野手 - 12 チャド・クリステンセン (Chad Christensen) - 1 ザック・グラナナイト (Zach Granite) - 9 マーカス・クネチェット (Marcus Knecht) | 捕手 - 25 ミッチ・ガーバー (Mitch Garver) - -- アレックス・スウィム (Alex Swim) 内野手 - 23 ブライアン・ハー (Bryan Haar) - 13 アデルリン・メヒア (Aderlin Mejia) - -- ダニエル・パルカ (Daniel Palka) - 18 ブレイク・シュミット (Blake Schmit) - 5 タナー・バーバラ (Tanner Vavra) - 4 ローガン・ウェイド (Logan Wade) - 16 ライアン・ウォーカー (Ryan Walker) 外野手 - 12 チャド・クリステンセン (Chad Christensen) - 1 ザック・グラナナイト (Zach Granite) - 9 マーカス・クネチェット (Marcus Knecht) |
| * 40人ロースター ** DL入り 2016年2月16日更新 [公式サイト(英語)より：ロースター 選手の移籍・故障情報] | | | |

### 監督・コーチ
| 背番号 | 国籍               | 役職       | 選手名                             |
| 40     | アメリカ合衆国の旗 | 監督       | ジェフ・スミス (Jeff Smith)        |
| 26     | アメリカ合衆国の旗 | 打撃コーチ | ジム・ドワイヤー (Jim Dwyer)       |
| --     | アメリカ合衆国の旗 | 投手コーチ | ヘンリー・ボニーヤ (Henry Bonilla) |